# Kasemwana Kinende
Kasemwana Kinende, né à Kinshasa le 8 mars 1982, est un peintre congolais. Il est le fils de Célestin Kinende Mukambe et Jeanette Nyongani Kabamba Kinende.